# Bescot Stadium
Das Bescot Stadium (durch Sponsorenvertrag offiziell Pallet-Track Bescot Stadium) ist ein Fußballstadion im Ortsteil Bescot Cresent der englischen Stadt Walsall, Vereinigtes Königreich. Der Fußballverein FC Walsall zog 1990 vom Fellows Park, in dem der Verein von 1896 bis 1900 und von 1901 bis 1990 spielte, in das neue Bescot Stadium.

## Geschichte
Der Bau der Spielstätte begann im Juni 1989 und dauerte bis zum Juli 1990. Am 18. August 1990 wurde die offizielle Eröffnung der neuen Heimat der Saddlers von Sir Stanley Matthews vollzogen. Zu diesem Anlass trafen der FC Walsall und Aston Villa aufeinander. Das Freundschaftsspiel endete vor 9551 Zuschauern mit einem 4:0-Sieg der Gäste. Einen großen Anteil an der Verwirklichung hatte der damalige Club-Präsident Barry Blower. Ursprünglich war das Bescot Stadium mit zwei Sitzplatztribünen längs des Spielfeldes und Stehplätzen auf den Hintertorrängen ausgestattet. Im Jahr 1992 wurde auch die Gästetribüne im Süden mit Kunststoffsitzen ausgestattet. 2003 wurde die neue Nordtribüne (bis 2005 Purple Stand, heute NorthStarr Stand) eröffnet. Der doppelstöckige Bau überragt weit sichtbar die drei flach gebauten Ränge. Heute bietet das Banks’s Stadium 11.300 Sitz- und Behindertenplätze. Für Besucher befinden sich um die Sportstätte über 1000 Parkplätze.
Das Stadion ist mit mehreren Konferenz- wie Veranstaltungsräumen ausgestattet. In diesen Räumlichkeiten werden zahlreiche Veranstaltungen wie z. B. Konzerte, Feiern, Hochzeiten, Ausstellungen, Modenschauen oder Boxveranstaltungen ausgerichtet.

## Sponsoringnamen
Ab Mai 2007 trug es den Namen Banks’s Stadium nach der Marston's Beer Company. Dieser Vertrag hatte eine Laufzeit über elf Jahre. Ende 2016 wurde der Namensvertrag bis zum Sommer 2022 verlängert. Ende April 2022 wurde die britische Ladenkette Poundland neuer Namensgeber der Heimspielstätte des FC Walsall. Seit dem 1. Juni 2025 ist Pallet-Track Namenssponsor des Stadions.

## Besucherrekord und Zuschauerschnitt
Die meisten Besucher zu einem Fußballspiel kamen am 9. Mai 2004 zum Partie des FC Walsall gegen Rotherham United. Die Begegnung der Division One sahen 11.049 Zuschauer.
- 2017/18: 4760 (EFL League One)
- 2018/19: 4927 (EFL League One)
- 2019/20: 4664 (EFL League Two)
- 2020/21: 0 (COVID) (EFL League Two)
- 2021/22: 3881 (EFL League Two)
- 2022/23: 5599 (EFL League Two)
- 2023/24: 5577 (EFL League Two)[2]

## Sonstige Nutzung
Die englische B-Fußballnationalmannschaft der Männer trat im Mai 1991 gegen die Schweiz an. Vor der damaligen Rekordkulisse von 10.628 Zuschauern gewann die englische Mannschaft mit 2:1. Die Nationalmannschaft der Frauen und die schottische Frauenmannschaft spielten 1993 im Bescot Stadium. Des Weiteren gab es noch Spiele der englischen Junioren-Nationalmannschaft. Die Mannschaft der Aston Villa Reserves trägt ihre im Winter stattfindenden Spiele in der Heimat des FC Walsall aus.

## Tribünen
- Pallet-Track Main Stand – (West, Haupttribüne, überdacht)
- Experienced Energy Solutions Stand – (Ost, Gegentribüne, überdacht)
- B.A.T Stand – (Süd, Hintertortribüne, Gästebereich, überdacht)
- NorthStarr Stand – (Nord, Hintertortribüne, überdacht)

## Galerie

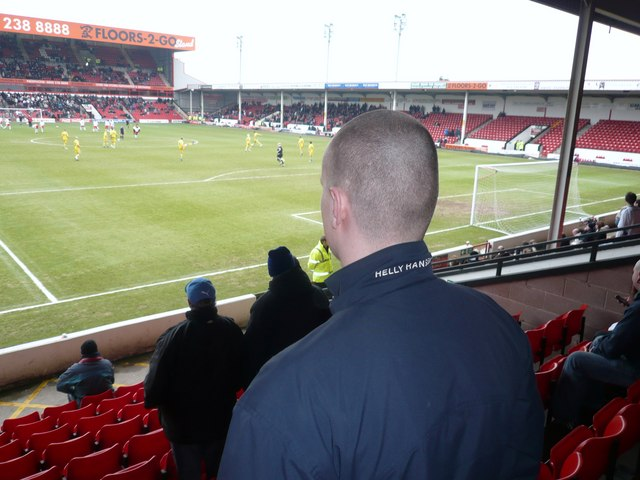
Blick vom Gästerang (2009)
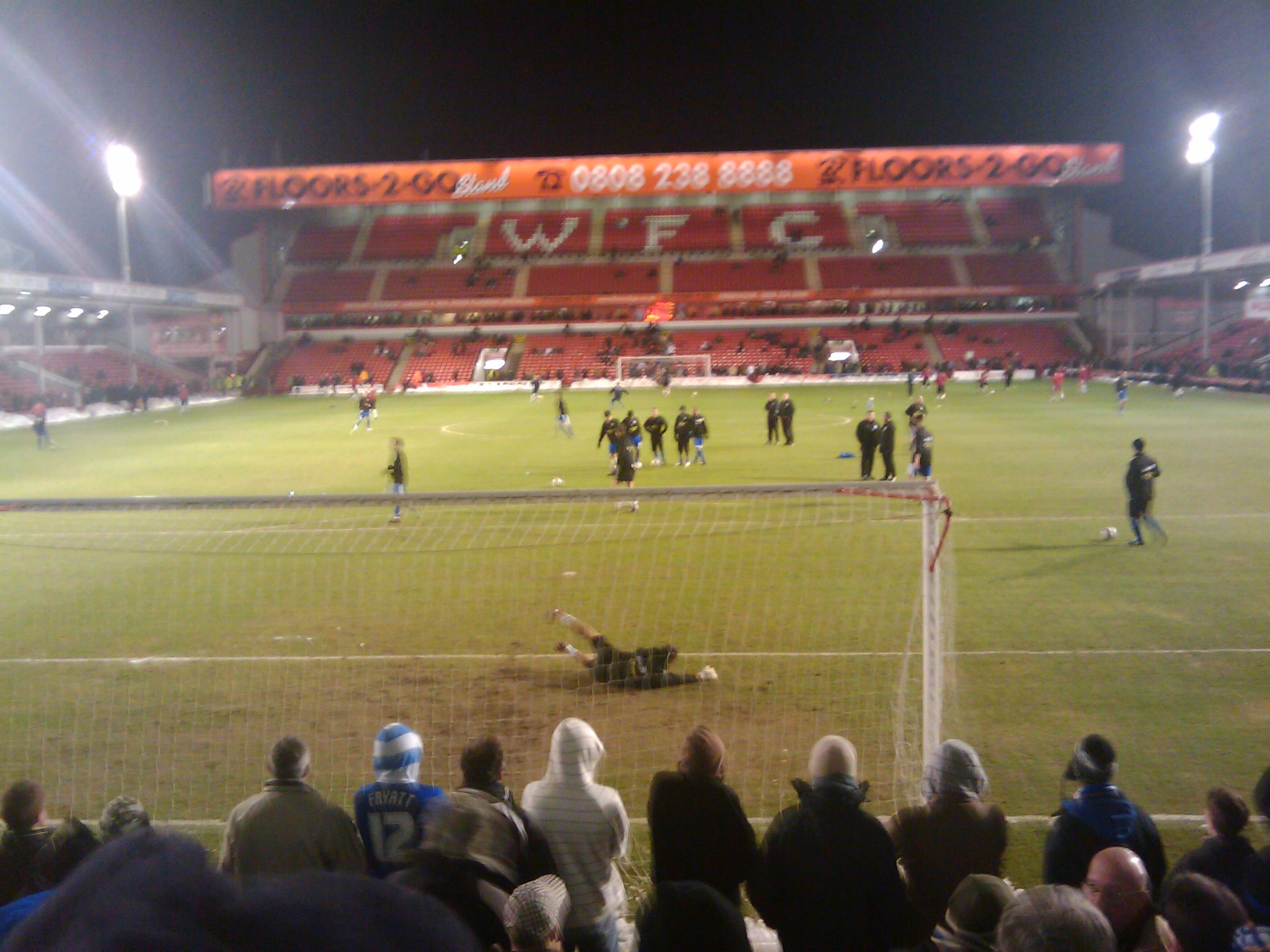
Blick auf den Homeserve Stand am 3. Februar 2009 vor dem Spiel FC Walsall gegen Leicester City
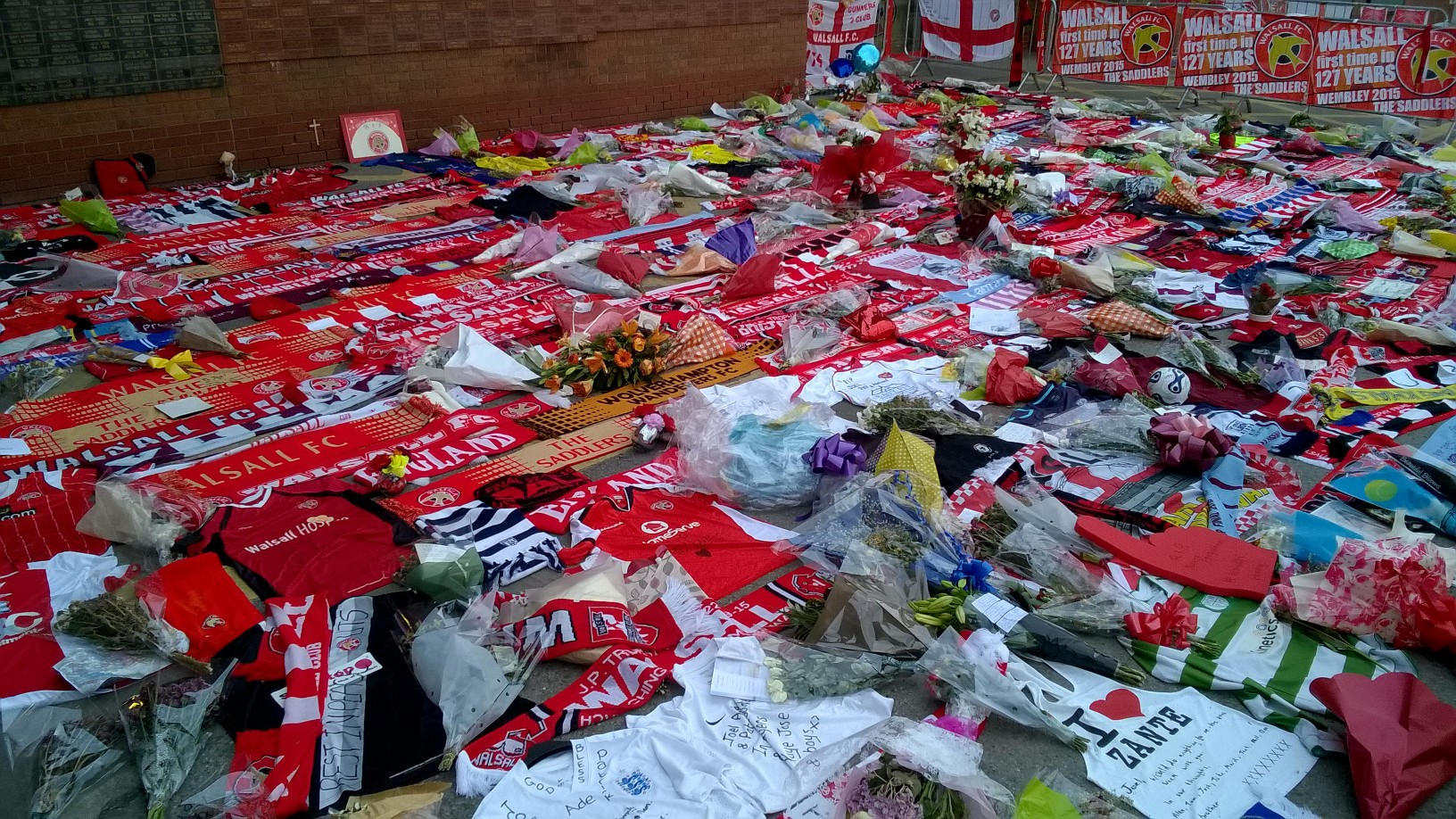
Gedenken nach dem Anschlag in Port El-Kantaoui 2015 vor dem Stadion